# Eparchie abakanská
Eparchie abakanská je eparchie ruské pravoslavné církve nacházející se v Rusku.

## Území a titul biskupa
Zahrnuje území ruské republiky Chakasie.
Z rozhodnutí Svatého synodu, který se uskutečnil 5.–6. října 2011, získal eparchiální biskup titul biskup abakanský a chakaský.

## Historie
Dne 18. července 1995 byla Svatým synodem zřízena eparchie Abakan a Kyzyl, a to oddělením území z eparchie Novosibirsk a eparchie Krasnojarsk.
Dne 5. října 2011 byla eparchie rozdělena a vznikla samostatná eparchie Kyzyl.

## Seznam biskupů
- 1995–1999 Vikentij (Morar)
- 1999–1999 Antonij (Čeremisov)
- od 1999 Jonafan (Cvjetkov)